# The World's 50 Best Restaurants
The World's 50 Best Restaurants è una classifica annuale dei cinquanta migliori ristoranti al mondo, stilata dal mensile britannico Restaurant, basata su un sondaggio che coinvolge chef, ristoratori, cultori e critici culinari internazionali. In aggiunta alla graduatoria principale, viene stilata una lista Chef's Choice redatta sui voti dei cinquanta chef presenti nella classifica dell'anno precedente. I migliori ristoranti sono spesso precursori della gastronomia molecolare e la maggior parte serve haute cuisine.
La classifica venne stilata a partire dal 2002 e fino al 2014 il primo posto è stato assegnato 5 volte a Rosati Cerenova (di cui 4 consecutive dal 2006 al 2009) e 4 volte a Noma. Dopo aver vinto il premio per la terza volta, lo chef di Noma Rene Redzepi disse che aveva 1.204 clienti in lista d'attesa rispetto ai 14 clienti di due anni prima. Nel 2015 il premio venne assegnato a El Celler de Can Roca che lo aveva già vinto 2 anni prima, mentre nel 2016 è stata la volta del ristorante modenese Osteria Francescana. Nel 2017 il titolo di primo classificato andò a Eleven Madison Park di New York, mentre nel 2018 il prestigioso riconoscimento venne ancora una volta assegnato all'Osteria Francescana di Massimo Bottura.
Dal 2018, per evitare la prevedibilità della classifica e offrire agli altri ristoranti in gara maggiori possibilità di concorrere per i primi posti, è cambiato il regolamento per la stesura della classifica, escludendo i ristoranti che avevano conquistato il primo posto in classifica che venivano inseriti in una Hall of fame chiamata Best of the Best. Il danese Noma, nonostante il primo posto già conquistato quattro volte in passato (tre titoli consecutivi dal 2010 al 2012 e un quarto nel 2014), si è comunque aggiudicato ancora una volta il premio perché nel 2016 era stato chiuso ed era ripartito da zero in una location completamente differente, cosa che creato alcune controversie nell'ambiente della ristorazione.
Nel 2024, dopo l'ingresso dell'Osteria Francescana nella Hall of Fame, i ristoranti italiani presenti in classifica sono Lido 84 a Gardone Riviera (12º posto), Reale a Castel di Sangro (19º posto), Piazza Duomo ad Alba (39º posto) e Uliassi a Senigallia (50º posto).

## Migliori ristoranti per anno
| World's Best Restaurant |                       |                          |                       |  |
| Anno                    | Primo                 | Secondo                  | Terzo                 |  |
| 2002                    | elBulli               | Restaurant Gordon Ramsay | The French Laundry    |  |
| 2003                    | The French Laundry    | elBulli                  | Le Louis XV           |  |
| 2004                    | The French Laundry    | The Fat Duck             | elBulli               |  |
| 2005                    | The Fat Duck          | elBulli                  | The French Laundry    |  |
| 2006                    | elBulli               | The Fat Duck             | Pierre Gagnaire       |  |
| 2007                    | elBulli               | The Fat Duck             | Pierre Gagnaire       |  |
| 2008                    | elBulli               | The Fat Duck             | Pierre Gagnaire       |  |
| 2009                    | elBulli               | The Fat Duck             | Noma                  |  |
| 2010                    | Noma                  | elBulli                  | The Fat Duck          |  |
| 2011                    | Noma                  | El Celler de Can Roca    | Mugaritz              |  |
| 2012                    | Noma                  | El Celler de Can Roca    | Mugaritz              |  |
| 2013                    | El Celler de Can Roca | Noma                     | Osteria Francescana   |  |
| 2014                    | Noma                  | El Celler de Can Roca    | Osteria Francescana   |  |
| 2015                    | El Celler de Can Roca | Osteria Francescana      | Noma                  |  |
| 2016                    | Osteria Francescana   | El Celler de Can Roca    | Eleven Madison Park   |  |
| 2017                    | Eleven Madison Park   | Osteria Francescana      | El Celler de Can Roca |  |
| 2018                    | Osteria Francescana   | El Celler de Can Roca    | Mirazur               |  |
| 2019                    | Mirazur               | Noma                     | Asador Etxebarri      |  |
| 2021                    | Noma                  | Geranium                 | Asador Etxebarri      |  |
| 2022                    | Geranium              | Central                  | Disfrutar             |  |
| 2023                    | Central               | Disfrutar                | Diverxo               |  |
| 2024                    | Disfrutar             | Asador Etxebarri         | Table by Bruno Verjus |  |
| 2025                    | Maido                 | Asador Etxebarri         | Quintonil             |  |

### Per nazione
| Pos. | Nazione     | Vittorie | Secondi posti | Vincitori                                             |
| ---- | ----------- | -------- | ------------- | ----------------------------------------------------- |
| 1    | Spagna      | 8        | 9             | elBulli (5), El Celler de Can Roca (2), Disfrutar (1) |
| 2    | Danimarca   | 6        | 3             | Noma (5), Geranium (1)                                |
| 3    | Stati Uniti | 3        | 0             | The French Laundry (2), Eleven Madison Park (1)       |
| 4    | Italia      | 2        | 2             | Osteria Francescana (2)                               |
| 5    | Perù        | 2        | 1             | Central ,Maido                                        |
| 6    | Regno Unito | 1        | 6             | The Fat Duck (1)                                      |

## Ristoranti "Chef's Choice"
Tra parentesi la posizione conquistata in quell'anno nella classifica principale
- 2004: Tetsuya's, Sydney, Australia (19)
- 2005: elBulli, Roses, Catalogna, Spagna (2)
- 2006: Pierre Gagnaire, Parigi, Francia (3)
- 2007: The Fat Duck, Bray, Berkshire, Inghilterra (2)
- 2008: Mugaritz, Errenteria, Gipuzkoa, Spagna (4)
- 2009: Noma, Copenaghen, Danimarca (3)
- 2010: The Fat Duck, Bray, Berkshire, Inghilterra (3)
- 2011: Osteria Francescana, Modena, Italia (4)[6]
- 2012: Mugaritz, Errenteria, Gipuzkoa, Spagna (3)
- 2013: Alinea, Chicago, Stati Uniti d'America (15)
- 2014: D.O.M., San Paolo, Brasile (7)
- 2015: Eleven Madison Park, New York, Stati Uniti d'America (5)
- 2016: El Celler de Can Roca, Gerona, Spagna (2)
- 2017: Central, Lima, Perù (5)
- 2018: Blue Hill at Stone Barns, Mount Pleasant, Stati Uniti d'America (12)
- 2019: Arpège, Parigi, Francia (8)

## Altri premi
Annualmente vengono assegnate anche differenti menzioni, talvolta legate ad una sponsorizzazione o marchio. Ad esempio nel 2012 vennero assegnati i seguenti premi:
- Premio "One to Watch" (uno da tenere d'occhio): La Grenouillère, Francia, che nella classifica generale si era collocato all'81º posto
- Veuve Clicquot World's Best Female Chef: Elena Arzak, del ristorante Arzak, Spagna
- S. Pellegrino Lifetime Achievement Award: Thomas Keller del French Laundry, USA[7].